# RENECOFOR
RENECOFOR (acronyme de Réseau national de suivi à long terme des écosystèmes forestiers) est un réseau d'observation et de suivi de 102 sites permanents en France sur au moins 30 ans (de 1992 à 2022). Il a été créé par l’Office national des forêts (ONF) ; trente-quatre pays européens ont un réseau de suivi des écosystèmes forestiers.

## Histoire et origine
Le réseau a été créé à la suite des dépérissements forestiers observés dans les années 1970 et 1980, surtout dans certaines régions européennes aux sols pauvres et exposées à des pluies acides. La constitution d'un réseau européen de placettes d'étude de la santé et des maladies des forêts était la résolution S1 de la conférence d'Helsinki sur la forêt, réunie à Strasbourg en 1990.

## Objectifs
RENECOFOR vise à :
- détecter d'éventuelles modifications de fonctionnement des écosystèmes forestiers ;
- mieux comprendre les raisons et impacts de ces changements, en particulier sur l'alimentation et la résistance des arbres et la fertilité des sols ;
- mieux comprendre l'impact spécifique des dérèglements climatiques sur la forêt (depuis 2008) ;
- mieux comprendre les liens entre pollution de l'air et régression de la biodiversité forestière (via un suivi approfondi de la flore des parcelles-témoin depuis 2008).

## Fonctionnement et financement
Chaque site d'observation mesure deux hectares et est dénommé « placette ». Le réseau se veut représentatif de tous les grands types de forêt. Chaque placette est codée en fonction de l'essence dominante de la parcelle, et le numéro du département où il est situé (exemple : PS 15, placette de pins sylvestres dans le Cantal). Chaque parcelle fait l'objet d'un protocole standardisé de mesures périodiques (deux à trois fois par an, tous les ans, ou tous les cinq ou dix ans selon les cas) de plusieurs dizaines de paramètres.

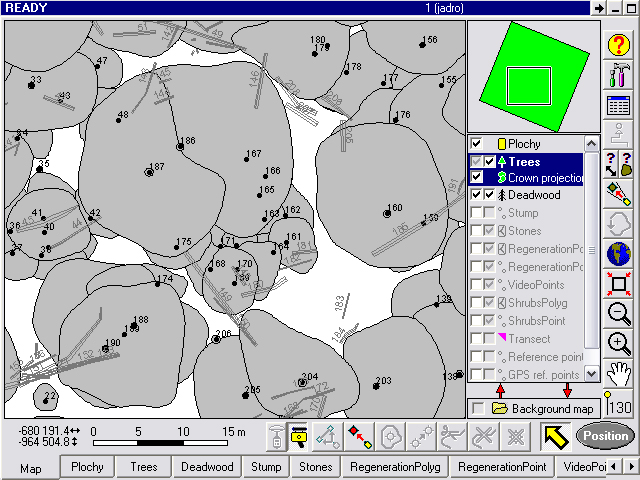
Exemple de la cartographie des arbres (projection horizontale du houppier) sur un placette permanente.

- Dendrométrie

- circonférences (Cf. surface terrière) de tous les arbres de la placette centrale clôturée
- morphologie d'arbres-échantillons (circonférence, hauteur, hauteur de la base du houppier, projection horizontale du houppier)
- Santé des forêts

- indices de défoliation et de coloration anormale du feuillage (sur arbres-échantillons)
- indices de présence de champignons, insectes ravageurs ou autres parasites
- Phénologie

- dates de débourrement (sur arbres à feuillage persistant ou caduc)
- dates de jaunissement automnal (pour les arbres à feuillage caduc)
- Récoltes des chutes de litières

- poids sec des retombées de litière par types d'éléments (feuilles, branches, fruits, autres)
- Analyse physicochimiques des feuilles (exemple de carte pour la teneur en soufre)
- taux de  N, P, S, K, Ca, Mg, Na, Cl, Mn,
- taux de Fe, Zn, Cu, Al
- mesure de la masse sèche de 100 feuilles ou de 1000 aiguilles
- Pédologie

- profils de sols intégrant hygromorphie et présence/absence de racines, etc.)
- Analyse physico-chimique du sol

étude des horizons humifères ou minéraux, avec 
- analyse de densité, granulométrie, pH, carbone organique, capacité d'échange cationique, taux de saturation en bases,
- taux de nutriments (N, K, Ca, Mg, CaCO3, P2O5 )
- taux de métaux (Zn, Cd, Ni, Pb, Cu)
- composition floristique

- abondance-dominance des herbacées et ligneux
- champignons supérieurs et des lichens

- iventaires et détermination
- conservation d'échantillons de sol

- archivage en pédothèque
- macrofaune du sol

- inventaire et détermination des espèces
- données météo

- pluviométrie, température et humidité relative sur chaque station, avec pour certaines stations aussi : vitesse et direction du vent, rayonnement global
- Mesures des dépôts atmosphériques

- dans les pluies (hors et sous-forêt): taux de Ca, Mg, K, Na, NH4, Cl, NO3, SO4, pH, conductivité
- en sous forêt taux de Fe, Al, Mn des pluies
- ozone dans l'air

- par capteurs passifs, en période de végétation uniquement
- Observations des impacts de l'ozone sur les feuilles

- bioindication
- taux d'ammoniac (acidifiant et eutrophisant) dans l'air

- par capteurs passifs, en période de végétation
- étude des nutriments et de certains contaminants en solutions dans l'eau du sol

- carbone organique total,
- Ca, Mg, K, Na, Fe, Al, Mn, NH4, Cl, NO3, SO4,
- pH, conductivité des solutions de sol prélevées à 20 et 70 cm de profondeur
Les budgets provenaient surtout de l'Europe et ont ensuite été pris en charge par le « contrat Etat-ONF ».

## Résultats
Après quinze ans, RENECOFOR a fourni des milliers de données utiles sur les sols, la flore herbacée et les arbres dans 102 parcelles (en forêt publique), dans des peuplements représentatifs des types de forêt et des pratiques sylvicoles habituelles (bien que  la zone centrale de chaque parcelle soit clôturée sur un demi-hectare, ce qui induit une moindre pression des ongulés et sangliers).